# Condado de Tunica
O Condado de Tunica é um dos 82 condados do estado norte-americano do Mississippi. A sede de condado é Tunica que é também a sua maior cidade.
O condado tem uma área de 1246 km² (dos quais 67 km² estão cobertos por água), uma população de 9227 habitantes, e uma densidade populacional de 7,4 hab/km² (segundo o censo nacional de 2000). O condado foi fundado em 1836 e recebeu o seu nome a partir da tribo de ameríndios designada Tunica.